# Општина Мунтениј де Сус (Васлуј)
Мунтениј де Сус (рум. Muntenii de Sus) општина је у Румунији у округу Васлуј.
Oпштина се налази на надморској висини од 103 m.

## Становништво

### Хронологија
| Година       | 2004 | 2005 | 2006 | 2007 | 2008 | 2009 | 2010 | 2011 | 2012 | 2013 | 2014 | 2015 | 2016 | 2017 |
| ------------ | ---- | ---- | ---- | ---- | ---- | ---- | ---- | ---- | ---- | ---- | ---- | ---- | ---- | ---- |
| Становништво | 3610 | 3668 | 3740 | 3797 | 3850 | 3929 | 4038 | 4151 | 4208 | 4222 | 4239 | 4253 | 4300 | 4272 |